# Antonieliton Ferreira
Pour les articles homonymes, voir Ferreira.
Antonieliton Ferreira de Arruda, dit Ferreira, est un footballeur brésilien né le 14 octobre 1983 à Campina Grande. Il évolue au poste d'arrière droit.

## Biographie
Antonieliton Ferreira joue au Brésil et au Portugal.
Il évolue en première division portugaise avec les clubs du Gil Vicente, du CS Marítimo, et enfin du Paços de Ferreira. Il dispute un total de 85 matchs en première division portugaise, inscrivant quatre buts.